# Ruagea ovalis
Ruagea ovalis är en tvåhjärtbladig växtart som först beskrevs av Henry Hurd Rusby, och fick sitt nu gällande namn av Hermann August Theodor Harms. Ruagea ovalis ingår i släktet Ruagea och familjen Meliaceae. Inga underarter finns listade i Catalogue of Life.